# Фот
Фот (на унгарски: Fót) е град в област Пещ, северна Унгария. Населението му е 19 674 души (по приблизителна оценка за януари 2018 г.).
Разположен е на левия бряг на река Дунав, на 6 km от брега ѝ и на 17 km североизточно от центъра на столицата Будапеща. През 19 век в селището е построено голямо извънградско имение на влиятелния благороднически род Карой, в което е роден първият унгарски президент Михай Карой. Фот получава статут на град през 2004 година.